# Setter Gordon
Le setter Gordon est une race de chien originaire du Royaume-Uni. C'est un chien de chasse à l'arrêt de souche écossaise, trouveur de gibier à plumes et aisément reconnaissable à sa robe noire et feu.

## Historique

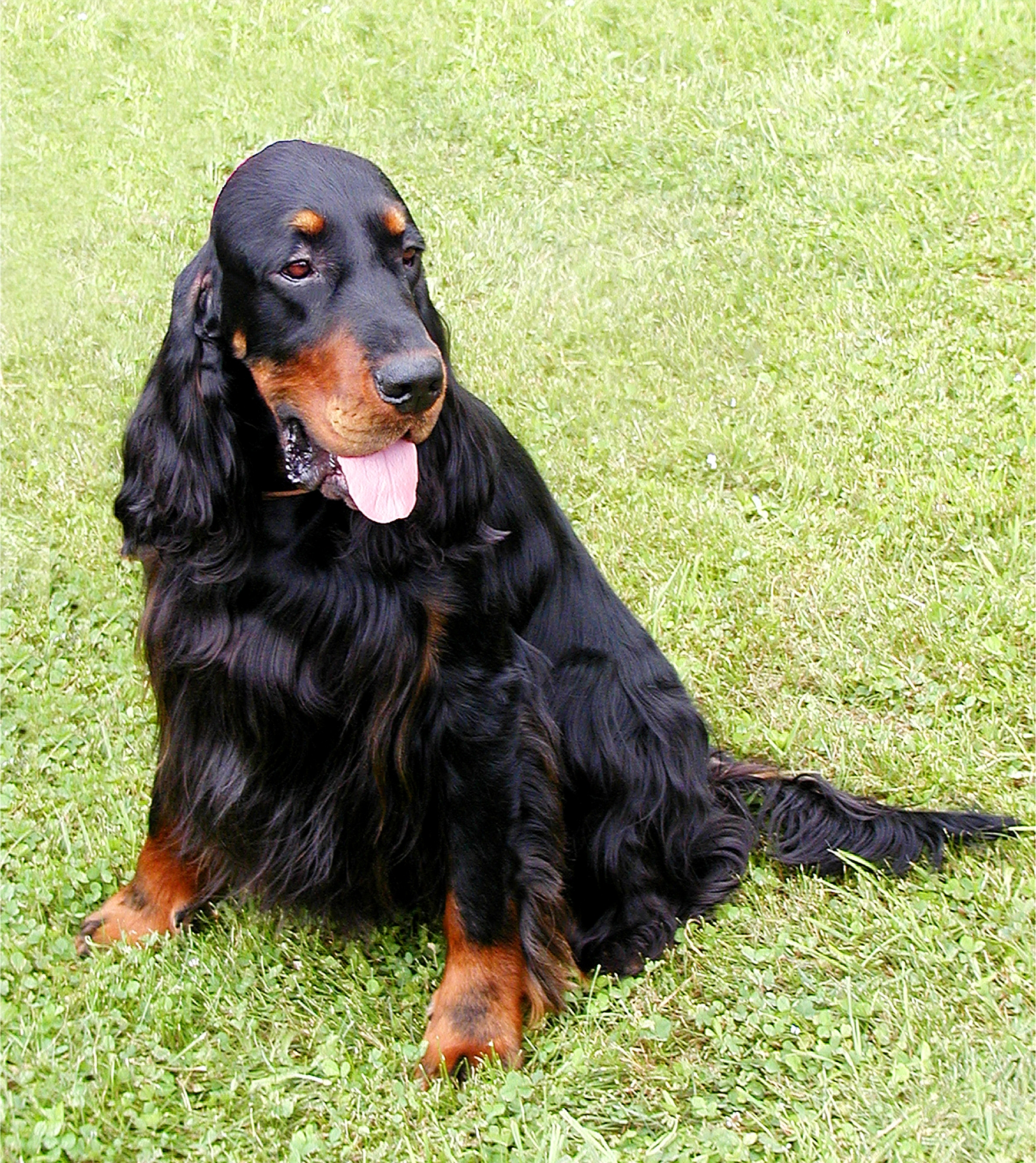
Setter Gordon.

Les origines du setter Gordon se confondent avec celles des épagneuls puis des setters. Au milieu du XVIIe siècle, la race se différencie des autres setter et se fixe au début du XIXe siècle. Jusqu'au XVIIIe siècle, ces chiens furent appelés « chiens couchants » car ils dirigeaient les oiseaux vers les filets des chasseurs.[réf. nécessaire]
La sélection est débutée par Alexander de Gordon. D'autres lignées sont créées par des éleveurs comme Lord Penmure et le major Douglas de Broughty. L'objectif est d'obtenir d'un chien d'arrêt habile à trouver le gibier, endurant, avec un arrêt ferme et adapté aux terrains écossais. Le setter anglais et le colley ont probablement été utilisés lors de la création de la race, et peut-être le chien de Saint-Hubert, le setter irlandais rouge et blanc ou encore le pointer anglais. Le setter Gordon est importé en France vers 1840.
Le setter Gordon est nommé durant un siècle Setter Black and Tan en rapport avec sa robe noire et feu.

## Standards

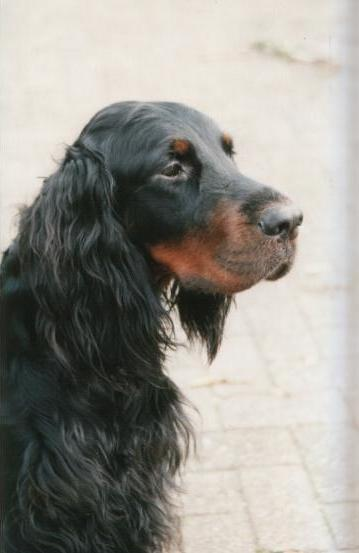
Un setter Gordon.

Le setter Gordon est un chien d'arrêt de construction robuste et massive. L'ossature est vigoureuse, il est construit pour le galop. Droite ou légèrement en cimeterre, la queue qui ne dépasse pas le jarret est portée horizontalement ou en dessous de la ligne du dos. La tête est plus haute que large. Le crâne est légèrement plus grand que le museau. Le stop est bien marqué. Les yeux ne sont ni trop enfoncés, ni proéminents, de couleur marron foncé et brillants. Les oreilles de taille moyenne sont tombantes et attachées bas. Elles sont dotées d'une frange soyeuse sur la partie supérieure.
Sur la tête, à la partie antérieure des membres et à l’extrémité des oreilles le poil est court et fin, mais sur toutes les autres parties du corps, il est de longueur moyenne, plat et lisse. L’arrière des membres est muni de franges longues, fines, plates et droites. Le ventre porte une frange qui peut s’étendre jusqu’au poitrail et à la gorge. La robe est noir charbon intense et luisant, avec des marques feu rouge châtain vif. Une très petite tache blanche est admise au poitrail.

## Caractère
Le standard FCI décrit le setter Gordon comme un chien intelligent, hardi, sociable, d’un naturel gentil et calme. L'éducation doit être réalisée sans brutalité. De caractère bien trempé malgré tout, il peut être déterminé et persévérant.

## Utilité
Le setter Gordon est un chien d'arrêt souvent comparé au cheval de chasse hunter en raison de son endurance. Battant méthodiquement d'un galop régulier, l'arrêt est ferme. Il s'adapte aux terrains difficiles et est réputé pour le rapport que ce soit au bois, en plaine, au marais ou en eau profonde. C'est le plus lent des setters et sa recherche est moins étendue, ce qui est probablement la raison pour laquelle il est moins employé que les autres setters.
Le bon caractère du setter Gordon en fait un bon chien de compagnie. Il apprécie particulièrement les enfants avec lesquels il est très complice. C'est un chien très actif qui demande au moins une heure d'activité par jour. Il est assez méfiant avec les étrangers et peut servir de chien de garde.